# Тома Санкара
Тома Ісідор Ноель Санкара (фр. Thomas Isidore Noël Sankara; 21 грудня 1949, Яко, Французька Західна Африка — 15 жовтня 1987, Уагадугу, Буркіна-Фасо) — політик та державний діяч з Буркіна-Фасо, марксистський революціонер, Президент Верхньої Вольти (пізніше, названої ним — Буркіна-Фасо) у 1983—1987 роках. Антиімперіаліст, панафриканіст. Мав прізвисько «африканський Че Гевара» та був названий «найчеснішим президентом».

## Біографія

### Родина та освіта
Батьки Томаса Санкари були вихідцями з різних племінних груп: батько, Самбо Жозеф Санкара (помер 2006 року), — з народу мосі, а мати Маргрет (померла 2000) — з фульбе. Таким чином, у становій системі народу мосі їхній син вважався «сілмі-мосі», яких відносили до людей «третього сорту». Однак батько Томаса Санкари служив у французькій жандармерії, брав участь у Другій світовій війні та пережив інтернування нацистськими військами; припускається, що він був сином однієї з дочок володарю мосі.
Томас відвідував початкову школу в Гаві та продовжив навчання у другому за величиною місті країни — Бобо-Діуласо. Родина бажала, щоб він став католицьким священиком, але через релігійну специфіку Верхньої Вольти, де значна частина населення сповідувала іслам, Санкара був знайомий і з Кораном.

### Військова кар'єра
У віці 19 років Санкара вступив на військову службу, а за рік його відрядили на Мадагаскар до школи офіцерів в Анцирабе. Там молодий військовослужбовець став свідком двох народних повстань проти авторитарної політики президента Циранани (1971 та 1972), а також вивчав праці Маркса і Леніна, що сприяло формуванню його революційного світогляду.
Повернувшись на батьківщину 1972, Санкара відзначився у прикордонній війні 1974 року проти Малі, хоч у подальшому він згадував про конфлікт як про «безкорисний і несправедливий». Зростанню відомості офіцера в столиці країни Уагадугу сприяли нетипові для військового риси — він грав на гітарі у джаз-гурті «Tout-à-Coup Jazz» й керував мотоциклом.
Професійний військовий, Санкара 1976 року очолив тренувальний центр армійських командос у По на півдні країни та у подальшому командував підрозділами десантників. Дослужився до звання капітана.
На службі Санкара познайомився з однодумцями, радикальними молодшими офіцерами, зокрема, з Блезом Компаоре, якого зустрів у Марокко, а також з Анрі Зонго й Жаном-Батістом Букарі Лінгані. За умов військової диктатури полковника Сея Зербо Санкара та його соратники створили таємну організацію «Група офіцерів-комуністів» (Regroupement des officiers communistes), яка з початку 1980-х років почала брати участь у політичному житті.

### В уряді
У вересні 1981 року Санкара був призначений військовим урядом Державним секретарем з інформації. На перше своє засідання кабінету він приїхав на велосипеді. Вже 21 квітня 1982 року Санкара подав у відставку й відкрито перейшов до опозиції, звинувативши військовиків в утисках робітників та профспілок зі словами «Горе тим, хто закриває народу рот!».
Після чергового військового перевороту 7 листопада 1982 року проголошений президентом доктор Жан Батіст Уедраого в січні 1983 року призначив Томаса Санкару прем'єр-міністром Верхньої Вольти. Першими закордонними візитами Санкари стали подорожі до Лівії та Північної Кореї; за певними даними, під час подорожі до Лівії Санкара отримав допомогу у вигляді зброї, яка мала бути розподілена між частинами, лояльними до Санкари. Однак під впливом візиту до країни французького президентського радника у справах Африки (за сумісництвом сина президента Міттерана) Жана-Крістофа Міттерана 17 травня 1983 року «надто радикальний» Санкара був усунутий від займаної посади. Екс-прем'єр був негайно взятий під домашній арешт; близькі до нього Зонго й Лінгані також були заарештовані. Арешт популярного глави уряду спричинив повстання жителів бідних районів Уагадугу. Хоча його було придушено, втім становище влади стало вкрай хитким.

## Президентство
|  | Наша революція в Буркіна-Фасо ґрунтується на всій повноті людського досвіду з часів перших кроків людства. Ми хочемо бути нащадками всіх революцій світу, всіх визвольних рухів народів «Третього світу». Ми винесли уроки з Американської революції. Французька революція навчила нас правам людини. Велика Жовтнева революція принесла перемогу пролетаріату і зробила можливим здійснення мрії Паризької комуни про справедливість |

За два місяці після арешту Санкари, 4 серпня 1983 року опальний 33-річний офіцер прийшов до влади в результаті військового перевороту — повстання столичного гарнізону, організованого його другом, капітаном Блезом Компаоре, і став головою Національної ради революції. 9 серпня Санкара придушив спробу контрперевороту, здійснену правим крилом офіцерського корпусу.

### «Демократична й народна революція»

Прийнятий за Томаса Санкари герб Буркіна-Фасо, що зображував перехрещені мотику й автомат Калашникова (алюзія на серп і молот) з девізом «Батьківщина чи смерть, ми переможемо» (La Patrie ou la Mort, nous vaincrons).

Томас Санкара проводив політику широких реформ, які він декларував як спрямовані на поліпшення якості життя в країні. Він черпав натхнення з прикладу Кубинської революції (сам Фідель Кастро відвідав Санкару 1987 року) та шукав зближення з незалежними лідерами сусідніх країн на кшталт Джеррі Ролінгса в Гані. Принципи проголошеної Санкарою «демократичної та народної революції» (Révolution démocratique et populaire) як антиімперіалістичної були окреслені у промові від 2 жовтня 1983 року, написаній одним з його ідеологів Валері Соме.
1984, за рік після приходу до влади Томаса Санкари, країна відмовилась від колоніальної назви «Верхня Вольта», яку було замінено на Буркіна-Фасо, що у перекладі з двох основних місцевих мов (мооре та дьюла) означає «батьківщина чесних людей» або «країна гідних людей» («буркіна́» — «чесні люди» мовою мооре, «фасо́» — «батьківщина» мовою дьюла). Була прийнята нова символіка Буркіна-Фасо, в тому числі прапор (червоно-зелений, з золотою зіркою) і герб, в розробці яких брав участь сам президент.

### «Найбідніший президент»
Найважливішим для просування революції Томас Санкара, який був харизматичним лідером, вважав особистий приклад. Президент жив на платню армійського капітана, що становила $450 на місяць, а президентський оклад у $2000 перераховував до сирітського фонду (після усунення та убивства Санкари виявилось, що його особисте майно складалось із старого автомобіля «Пежо», купленого ще до приходу до влади, холодильника зі зламаним морозильником, трьох гітар і чотирьох велосипедів). Одним із перших нововведень його уряду стало оприлюднення прибутків та рахунків усіх держчиновників.
Більше того, Санкара забронив установлювати у своєму кабінеті кондиціонер, оскільки йому «соромно перед людьми, для яких недоступна така розкіш», та відмовився санкціонувати розвішування своїх портретів у публічних місцях та офісах у зв'язку з тим, що «у нас в країні таких, як я, сім мільйонів». Було продано весь урядовий автопарк, що складався з «Мерседесів», замість яких для потреб міністрів були придбані «Рено 5» — найдешевші на той момент автомобілі в країні. Санкара знизив заробітки чиновників, а також заборонив їм користуватись особистими водіями та літати з авіаквитками першого класу. Від чиновників було потрібно замінити дорогі західні костюми на традиційну бавовняну туніку, пошиту місцевими жителями. Напередодні Нового року адміністраторів зобов'язували здати по місячному окладу на користь спеціальних фондів. Звільнивши якось половину кабінету, Санкара відрядив їх на колективні ферми — працювати на землі, «де від них буде більше користі».

### Реформи

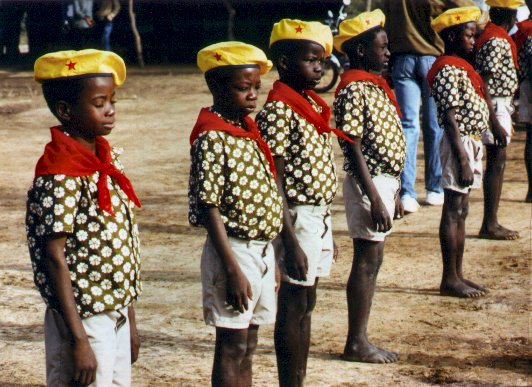
«Піонери революції» за часів президентства Томаса Санкари

Серед завдань, поставлених Санкарою, — ліквідація голоду, створення системи безкоштовної освіти й охорони здоров'я, боротьба з епідеміями та корупцією, лісовідновлення за умов наступу пустелі (за років його президентства було висаджено 10 мільйонів дерев). Найбільшою кампанією стала вакцинація від інфекційних захворювань 2,5 мільйонів дітей під час «Битви за здоров'я», здійснена за допомогою кубинських волонтерів (була охоплена не тільки вся територія Буркіна-Фасо, але й прикордонні ділянки сусідніх країн). Як результат, показники дитячої смертності, які до цього були найвищими у світі (280 смертей на 1000 новонароджених), знизились до 145 з 1000. В заслугу Санкарі також ставлять програми з будівництва житла, списання боргів дрібним орендарям, скасування подушного податку, «кампанію Альфа» з навчання писемності дев'ятьма місцевими мовами.
Одним із перших рішень революційної влади стало позбавлення племінних вождів привілеїв та майна, скасування сплати їм данини та обов'язкової праці з боку селян. Під час аграрної реформи наділи, що належали феодальним землевласникам, були перерозподілені на користь селян, які їх обробляли. В результаті, за три роки врожайність пшениці зросла з 1700 до 3800 кілограмів на гектар, що дозволило країні вийти на самозабезпечення продовольством. Замість архаїчної структури племінної влади за кубинським прикладом були створені Комітети захисту революції — масові організації, в межах яких здійснювалось озброєння народу. Поряд із Комітетами захисту революції, всевладдя армії, що посилилось у Верхній Вольті за часів військових переворотів, було обмежено також народним ополченням SERNAPO (Service National et Populaire). Центральний армійський магазин, де офіцерам продавались дефіцитні товари за низькими цінами, був реорганізований у перший в країні державний супермаркет, відкритий для всіх.
Томас Санкара проголошував справу революції невід'ємною від питання звільнення жінки. До складу його уряду входила значна кількість жінок, що раніше було безпрецедентним для Західної Африки. Жінки в Буркіна-Фасо були нарешті зрівняні в правах з чоловіками й отримали доступ до освіти. Санкара заохочував жінок вступати до лав збройних сил та створив жіночий гвардійський загін на мотоциклах. Для забезпечення прав жінок були заборонені варварський звичай обрізання жіночих геніталій та проституція. В той же час, уряд відверто дозволяв примусові шлюби та багатоженство, і, хоча й вів кампанію з планування родини, суворо забороняв аборти. У перший рік революції було відзначено «день солідарності», коли чоловікам було наказано готувати обід і йти торгувати на ринок, щоб відчути «принади» жіночої долі. Уряд Санкари став першим в Африці, хто офіційно визнав епідемію СНІДу, вважаючи її серйозною загрозою для африканських народів.

#### Політична реформа
Однією з перших дій Тома Санкари була реформа політичного устрою Буркіна-Фасо за зразком лівійської джамахарії. Парламент та політичні партії розпускались; натомість, на місцевому рівні мали бути утворерені Комітети захисту революції (CDR), які мали б представляти народ в системі «прямої демократії», і від імені яких правив Санкара. Політичні партії та парламент при цьому було ліквідовано. Комітети на місцях мали виконувати частину функцій місцевого самоврядування, контролювати діяльність дерслужбовців та армії, виявляти «політично неблагонадійні» елементи, організовувати місцеві добровольчі роботи та мати збройні отряди для дублювання певних функцій армії. Паралельно з Комітетами захисту революції створювалися Революційні трибунали, які могли розглядати політичні та корупційні справи у спрощенному режимі поза судовою системою.
На практиці, як Комітети захисту революції, так і трибунали виявилися одними з найбільш непопулярних рішень Санкари — настільки, що він вже в 1986 році мусив публічно боротися з «окремими зловживаннями» з їх боку. По-перше, нова роль комітетів значною мірою дублювала функції уряду (роль якого теж була розширена за реформами Санкари). По-друге, через нечисленність партії власне Санкари на початковому етапі значна членів комітетів була або малоосвічена, або політичними опортуністами. По-третє, через те, що Комітети фактично становили озброєні силові формування, в ряді випадків вони вживали насильство заради «трудової мобілізації», сплати податків, або взагалі заради шахрайства. По-третє, хоча комітети й виконували роль по «вичищенню» політично неблагонадійних держслужбовців, вони часто перегинали палку. Позаюридична ж роль трибуналів та їх добровольча основа часто призводила до того, що певні особи створювали «кишенькові» трибунали, які б виносили потрібні рішення. Подальшим вдаром по ролі Комітетів стала Різдвяна війна з Малі наприкінці 1985 року, де добровольчі збройні загони, утворені на їх основі, показали дуже низьку боєздатність, тоді як пріоритет в їх озброєнні позбавляв армію нового обладнання.
Тим не менш, для значної частини буркінабе участь в Комітетах захисту революції стала першим досвідом політичної роботи; з певних комітетів виросли місцеві органи самоврядування, які грали більш позитивну роль в житті країни.
Більш тривалою політичною реформою Санкари стала реорганізація Буркіна-Фасо на більш унітарну державу. Племінні інститути (які на той час становили окремий рівень влади, в теорії — виборчий; на практиці, виборці майже завжди підтверджували вже існуючу племінну верхівку) було скасовано; земля в їх власності була націоналізована, а соціальні програми, які до того часу працювали як співпраця між місцевою племінною владою та національним урядом, переходили у пряме підпорядкування державі. Племінний рівень влади також позбавлявся прав оподаткування — грошима чи за рахунок праці.
Ця реформа мала як позитивні, так і негативні наслідки. З одного боку, вона виправляла ситуацію, при якій соціальні програми концентрувалися в містах. В першу чергу, це значно підняло рівень сільської медицини та загальний освітній рівень усіх спеціалістів, що працювали в провінції. Також у ряді випадків вона вперше давала змогу багатьом буркінабе звертатися напряму до державних органів, уникаючи племінну владу. З іншого боку, в багатонаціональній країні як Буркіна-Фасо з домінуючим етносом моссі це призвело до подальшої «моссіфікації» влади та системи прийняття рішень, при яких інтереси місцевої громади не враховувалися в достатній мірі, а ліквідація племінних прав власності призводила до перерозподілу землі на користь моссі.
Після вбивства Санкари, Компаоре скасував Комітети захисту революції та трибунали, і дещо підсилив (але не повернув до попереднього стану) роль племінних вождів в місцевому самоврядуванні.

#### Земельна реформа
Станом на 1983 рік, Буркіна Фасо була країною з традиційною власністю на землю. Кожне з племен в Буркіна-Фасо мало свою систему власності та правила наслідування, які відрізнялися одна від одного; однак в цілому усі племена надавали земельні ділянки з різним ступенем «захищеності» усім членам племені. Розподілом землі займалася традиційна влада племені: королі, ради старійшин тощо. На державному рівні земля належала кожному з племен; приватна власність на землю майже не існувала.
Одним з перших рішень Томаса Санкара став курс на усунення племеної влади та передачу її повноважеть «комітетам революції». Земельна реформа 1985 року переводила всю землю у власність держави, та покладала повноваження з розподілу землі на «комітети революції». На практиці ця реформа не призвела для суттєвих змін для існуючих землеробів, оскільки «комітети революції» переважно підтверждували вже існуючий розподіл; однак, оскільки розподіл «зайвої» землі проводили вже не члени племені, реформа призвела до пошвидшеної міграції з аграрно перенаселеного центру країни на її південний захід. Побочним ефектом такого переселення стало швидке виснаження родючих земель, про які недостатньо дбали нові користувачі.
Земельна реформа призвела як до збільшення площі, на якій культивувалися зернові (з 2.2 мільйона гектарів у 1983 році до 2.8 мільйонів у 1988 році), так і до збільшення врожайності (з 5.1 до 7.6 ц/га). Слід зазначити, що земельна реформа не була єдиним фактором, що призвела до збільшення площі культивації зернових та врожайності; додатковими факторами були успішна програма боротьби з річковою сліпотою на південному заході Буркіна-Фасо, та більш сприятливі погодні умови 1986—1988 років.
Під час планування нова реформа мала створити державний реєстр землі та національну систему реєстрації прав вжитку замість неформального розподілу землі в племені, однак ця частина реформ не була втілена до вбивства Санкари.
Після смерті Санкари земельна реформа не була скасована.

#### Економічна політика
Санкара прийшов до влади під час глибокої економічної кризи в Буркіна-Фасо, викликаної як рекордною посухою, так і загальним економічним становищем. Ця криза призвела до того, що банкрутами опинилися 70 % виробництв в промисловості, а дефіцит бюджету сягав рекордних для Буркіна-Фасо (але відносно низьких для Африки загалом) значень. При цьому сам уряд мав достатньо амбіційну програму розвитку, яка потребувала капіталу.
Уряд Санкари взяв курс на скасування податкових пільг для іноземних підприємств, зниження податків на сільськогосподарський сектор (в першу чергу — скасування подушового податку), підвищення податків на майно (в першу чергу — міське) та фонд заробітної плати (в першу чергу — державний), та широке застосування єдиних податків на підприємницьку діяльність. Значно зросли мітні платежі та податки на споживання; автодороги стали платними. Це призвело до зростання долі податків в економіці.
В той же час, Санкара вів жорстку політику скорочення державних видатків на зарплати та фінансові пільги держслужбовців, значну частину з яких становили не стільки бюрократи, скільки робітники медицини та освіти. Слід зазначити, що держслужбовці в Буркіна-Фасо були найбільш добре оплачуваними в регіоні як до, так і після реформ Санкари; реформи Санкари лише скоротили розрив, але не змогли його повністю ліквідувати. Крім того, оскільки за Санкари звільнення держслужбовців дуже часто траплялися з політичних причин, уряд Компаоре був вимушений найняти частину звільнених назад.

### Зовнішня політика
Санкара залишався різким критиком «гуманітарної допомоги» від західних держав та міжнародних економічних організацій неоліберального спрямування, розглядаючи її як форму неоколоніалізму (про що, зокрема, казав у промові перед Генеральною Асамблеєю ООН). Ще з часів свого прем'єрства він був активно втягнутий до Руху неприєднання.
Наприкінці 1985 року загострились суперечності з Малі навколо багатої на корисні копалини Агашерської смуги. Коли уряд Буркіна-Фасо організував перепис населення, а переписники помилково зайшли до таборів племені фульбе на території Малі, малійська влада скористалась цим приводом, щоб привести свої збройні сили у стан повної бойової готовності та розв'язати 25 грудня, в день католицького Різдва, Агашерську («Різдвяну») війну. Війна тривала п'ять днів і забрала життя від 100 до 300 чоловік (більшість із яких були цивільними жителями Буркіна-Фасо, убитими малійською авіацією під час бомбардування ринку міста Уахігуя). Малійцям удалось вибити сили Буркіна-Фасо з кількох сіл. Дві спроби Лівії та Нігерії організувати припинення вогню провалились, проте 30 грудня за посередництва президента Кот-д'Івуару Фелікса Уфуе-Буаньї бойові дії все ж завершились.
Енергійна діяльність Санкари спричинила негативну реакцію сусідніх режимів (пізніше Компаоре ставив своєму убитому попереднику в провину погіршення відносин з ними). Конференція голів країн-сусідів Буркіна-Фасо, що пройшла під патронатом Франції у вересні 1986 року в столиці Кот д'Івуару Ямусукро, зажадала від президента-революціонера згортання соціальних ініціатив.

## Усунення та вбивство
Томаса Санкару вбили 15 жовтня 1987 року під час державного перевороту, який влаштував його друг і соратник, міністр юстиції Блез Компаоре. Тіла Санкари та дванадцяти найближчих помічників, убитих під час перевороту, закопали в безіменній могилі, а дружина та двоє дітей убитого втекли з країни. Низка Комітетів захисту революції продовжували чинити збройний опір армії упродовж кількох днів після вбивства президента.
Через те, що у 1983 році Санкара був усуненим з посади очільника уряду за ініціативи Франції, дуже часто Франція називається в якості організатору перевороту, однак конретних доказів цього немає. Більш того, відносини між Компаоре та Францією нормалізувалися лише за кілька років після його приходу до влади. Ліберійський польовий командир Принс Джонсон, відповідаючи на питання Комісії правди та примирення, стверджував, що переворот був відрежисований майбутнім диктатором Ліберії Чарлзом Тейлором.
Першим рішенням Блеза Компаоре як нового президента стала купівля персонального «Боїнга». Потім Компаоре скасував здійснені Санкарою процеси націоналізації, відновив значні заробітки чиновникам та скасував податки на медицину, запроваджені на їхні прибутки під час революції. Після виборів 1991 року, в яких узяли участь лише 7 % виборців Буркіна-Фасо прийняла під гарантії Франції кредит від МВФ сумою $67 мільйонів.
Томас Санкара — автор віршів та прози, творець державного гімну країни. За тиждень до вбивства він, виступаючи на мітингу, присвяченому 20-й річниці вбивства його кумира Ернесто Че Гевари, виголосив фразу, що стала його епітафією: «Революціонерів можна вбити, ідеї — ніколи».